# 斉藤里奈
斉藤 里奈（さいとう りな、1990年10月3日 - ）は、日本の女性俳優、ヨガ講師、企業経営者(シャンティデイズ株式会社代表取締役）、タレント。愛称はりなちゃん。二児の母。

## 人物
NHK教育の「いないいないばあっ!」の2代目のおねえさんとして活躍。出演した4年間（小学3年生 - 小学6年生）で身長が30cm伸びたとのこと。
中学生のときは陸上部だった。同部活には落語家の柳家かゑるも所属していた。
20歳で結婚と出産。
2024年（令和6年）時点で二児のシングルマザーとなっている。
また、キッズヨガのインストラクターとしても活動している。

## 出演作品

### テレビ
- 「いないいないばあっ!」（NHK教育、1999年4月5日 - 2003年4月4日） - 2代目おねえさん「りなちゃん」
- 「ベビリンカップ」（日本テレビ、1996年）
- 「最後の依頼人」（フジテレビ、1996年）
- 「ぐっどあふたぬ〜ん」（赤松ユカ役,TBS、1997年）
- 「犯罪心理分析官3」（日本テレビ、1997年）
- 「テツワン探偵ロボタック」（テレビ朝日、1998年）
- 「ぐ〜チョコランタンとともだちいっぱい!オンステージ」（NHK教育、2003年8月） - 3代目おねえさんのサポートのためゲスト出演

### 映画
- 「マグニチュード」（東宝、1997年）

### CM
- 松本引越センター（1995年）
- マクドナルド（1996年）
- フジパン（1996年）
- 花王「アタック」（1996年）
- 日清オイリオサラダ油 （1997年 - 1998年）
- ライオン「冷えピタ」（1998年）